# Iridopsis huambaria
Iridopsis huambaria är en fjärilsart som beskrevs av Charles Oberthür 1883. Iridopsis huambaria ingår i släktet Iridopsis och familjen mätare. Inga underarter finns listade i Catalogue of Life.